# Адамийцы
Адамийцы (самоназвание — адыгэ, адэмый) — небольшая этнографическая группа (субэтнос) адыгов. Вероятно являлся обособившимся подразделением темиргоевцев.
В настоящее время проживают в ауле Адамий, и в других населённых пунктах Республики Адыгея, а также за рубежом в составе адыгской диаспоры.

## Первые упоминания в истории
Адамийцы впервые упомянуты в 1667 году в отчёте турецкого разведчика Эвлия Челеби, где он сообщал — «Адами. Благоустроенные земли племени адами. Перейдя через горы Хыр-Кархох, мы переправились через реки Суп, Еди-Кютук, Псекупс (Кызлар-кеткен). Сперва мы достигли пределов адами. „Пшуко“ адами находится у подножия Абхазских гор на берегу р. Кызлар-алган (Псекупс) и насчитывает 500 домов. Здесь живёт бей племени адами, имя его Дигузи-бей. Все они — знатные и родовитые — являются племенем арабов-курейшитов из потомственных черкесов..».

## Древнее предание о происхождение названия «Адамий»
Согласно отчёту Эвлия Челеби, сохранилось следующее древнее предание — «В скалах, к югу от гигантского священного дерева адамийцев, находится ряд громадных пещер. Из одной пещеры вытекает река, которую нужно перейти чтобы прийти к главной пещере. В этой пещере есть бронзовая статуя человека (ростом с обычного человека). Бронзовый человек держит в руке бронзовую палицу и размахивает ею. За спиной бронзового человека есть дверь, ведущая к несметным сокровищам. Только тот, кто не притронется к ценностям, может живым выйти из пещеры. Живущее в этом районе черкесское племя называют АДАМИ по названию того бронзового человека. По преданию, сокровищницу в пещере устроил Искандер Зулькарнейн (Александр Македонский)».

## Культ дерева у адамийцев
Также Эвлия Челеби принадлежит нижеследующее описание религиозного Культа дерева у адамийцев. «Дерево это  находится далеко к югу от ставки адами. У него своеобразные листья, немного похожие на листья тополя. Листья имеют жёлтый цвет и сильный аромат, напоминающий запах мускуса, амбры и шафрана. Они вращаются вокруг своей оси. Эти листья развозят в качестве подарков по разным странам. Они могут сохраняться хоть сто лет, не теряя своего цвета и аромата. Дерево это такое толстое, что только двадцать два человека, взявшись за руки, с трудом могут обхватить его ствол. Каждую из 170 толстых его ветвей могут обхватить лишь десять человек, ещё 170 ветвей обхватят пять-шесть человек каждую, а общее число его ветвей один Аллах ведает. Каждая из 170 толстых ветвей достигает в длину роста сорока-пятидесяти человек. Под сенью этого дерева может свободно разместиться стадо баранов в тысячу голов. В июле месяце каждого года под этим деревом собираются по 500—600 тысяч человек разных народов, которые сорок дней и сорок ночей торгуют здесь с черкесами племени адами. Поклоняющиеся этому дереву каждую ночь возжигают вокруг него сотни тысяч восковых свечей. Когда же приходит время уезжать, каждый, поклоняющийся дереву обязательно прибивает к нему какой-нибудь металлический предмет — сломанное оружие, гвоздь, подкову и т. и. За тысячи лет ствол дерева оделся в своеобразный железный панцирь. Желающие вбить в него хотя бы железную иглу вынуждены теперь в поисках свободного места взбираться на спины верблюдов или карабкаться на дерево с помощью арканов и деревянных лестниц. Считается, что человек, подаривший этому дереву какой-нибудь железный предмет, может рассчитывать на его помощь в земной и загробной жизни. Согласно древнему преданию, отросток этого дерева был взят из райского сада и подарен Аллахом Искандеру Зулькарнейну после того, как последний воздвиг Стену Яджудж и Маджудж. Искандер только рыхлил землю для посадки дерева, а посадил его Хызр»

## Последующие упоминания
1823 год — Броневский, Семён Михайлович в своем описании (Область черкесов) написал — "Адемей, — небольшое колено, живёт далее на восток и заключает в себя несколько деревень, расположенных по р. Шаг-Вашу и речкам Пшага и Пшиша, смежно с темиргойцами и в зависимости от оных".

## Известные личности
- Султан Хан-Гирей